# Василије Павловски
Епископ Василије Павловски (рођ. Владимир Гаврилович Павловски; 21. новембар 1880, Казањ — 23. октобар 1945, Минхен) — епископ Руске православне цркве, епископ бечко-аустријски. Филолог, оријенталист. Аутор радова из етнографије и филологије.

## Биографија
Завршио је Казанску богословију и 1904. године Казанску богословску академију са дипломом кандидата богословије са правом наставника у Богословији. Предавао је у богословијама у Сибиру. Магистрирао је теологију.
Директор Учитељске богословије у Алексејевску. Професор Катедре за руски језик и књижевност Педагошког института  Ушинског у Владивостоку и Далекоисточном универзитету, где је предавао до 1921. године.
Објављени радови о епици, етимологији руског језика и методици наставе и др.
Емигрирао је у Кину и придружио се Руској православној цркви у иностранству.
Живео у Харбину. Од 1925. до 1927. био је професор на Институту за оријенталне и комерцијалне науке у Харбину (ИОКН). Директор Гимназије А. С. Пушкина и Руске школе у Мукдену.
2. фебруара 1930. године примио је монашки постриг са именом Василије.
Од октобра 1934. до октобра 1938. био је декан Богословског факултета Института Светог Владимира у Харбину, а потом, након његовог претварања у Владимирски богословски институт, тамо је био професор богословије.
Од 1935. године био је и први председник Братства Светог апостола и јеванђелисте Јована Богослова на Богословском факултету и то је остао све док није преузео епископство.
Уредник-издавач једнодневног часописа-збирке „Рождественскиј Благовест” (Харбин: Тип. Казан – Богородица, мушки манастир, 1936 – 26 стр. Тираж 700 примерака).
У чину архимандрита био је уредник духовно-моралног часописа „Хлеб небески“, који је издавала штампарија Казањско-Богородичког манастира у Харбину. Као игуман овог манастира помиње се 7. маја 1938. године архимандрит Василије. Убрзо након тога одлази у Немачку.
У августу 1938. године учествовао је на Другом сведијаспорском сабору у Сремским Карловцима као представник Харбинског института Свети Владимир. На Сабору је изабран за епископа суфрагана Потсдамског, викара Берлинске епархије, са задатком да организује православни богословски институт у Немачкој. Међутим, у време освећења епископ берлински и немачки Серафим (Љаде) изразио је жељу да његов викар носи титулу Беча, пошто је, прво, Беч у том тренутку био други по значају град немачке државе, а друго, тамо је, за разлику од Потсдама, живело много руских емиграната.
1. јануара 1939. године у руској цркви у Београду хиротонисан је архимандрит Василије за епископа бечког, викара немачке епархије. Хиротонију су извршили: патријарх српски Гаврило, митрополит кишињевски Анастасије (Грибановски), архиепископи Феофан (Гаврилов), Хермоген (Максимов) и епископ мукачевски и прјашевски Владимир (Раич) (Српска православна црква).
Истовремено, поднео је немачком Рајх министарству црквених послова повељу коју је израдио за Православни богословски факултет на Источноевропском институту у Бреславу (данас Вроцлав, Пољска). Међутим, руководство Вермахта није подржало овај пројекат.
Крајем 1943. године био је учесник Архијерејског сабора у Бечу, који је осудио избор митрополита Сергија (Страгородског) за патријарха московског и све Русије као неканонски.
Током ратних година послат је у Београд и укључен у Архијерејски Синод Руске Заграничне Цркве, заузимајући место секретара Синода.
Дана 14. јула 1945. године, на првом састанку Архијерејског синода РПЦЗ одржаном у Минхену по завршетку рата, одлучено је да се формира самостална аустријска епархија. Епископ Василије (Павловски) је постављен за њеног владајућег епископа са титулом „бечки и аустријски“.
Погинуо 23. октобра 1945. у Минхену.